# Vladimír Kudla
Vladimír Kudla (26. června 1947 Praha – 6. července 2021 Praha) byl český herec.
Byl především hercem vedlejších rolí, jako mladík si v roce 1969 zahrál v kriminálním filmu Po stopách krve. Objevil se také ve filmech Volání rodu, Lekce Faust či v historickém filmu Jánošík – Pravdivá historie. V posledních letech se věnoval hlavně dabingu a namlouvání audioknih. Nadaboval například Hoarka v animované sérii Jak vycvičit draka, Grimmsona ve fantasy filmu Fantastická zvířata: Grindelwaldovy zločiny či vedlejší role v seriálech Mentalista a Vikingové.